# Bunsik
Bunsik es un término genérico usado para aludir a los platos coreanos baratos disponibles en los bunsikjeom (분식점) o restaurantes de aperitivos. Como el término bunsik significa literalmente ‘comida hecha de harina’, platos como el ramyeon y el pan pueden considerarse bunsik. Sin embargo, la definición moderna del término incluye también otros platos servidos en los restaurantes de bunsik, en su mayor parte de precio económico, como el gimbap, el tteokbokki y el rabokki, el ramyeon, el sundae, el odeng, el twigim y otros.

## Promoción delbunsiken Corea del Sur
Durante los años 1960, el arroz era escaso en Corea del Sur, lo que llevó al gobierno a promocionar el bunsik. El primer restaurante bunsik en abrir fue Miseongdang (미성당) en Dongseongno. Fue seguido por un segundo Miseongdang, ubicado en la calle de la Escuela Elemental Namsan Elementary, en 1963. Estos dos locales ayudaron a cultivar la cultura del bunsik en la región.